# Sinus transverse de la dure-mère
Les sinus transverses de la dure-mère font partie des sinus de la dure-mère pairs qui drainent le sang encéphalique vers les veines jugulaires internes. C'est une portion du sinus latéral.

## Trajet
Les sinus transverses de la dure-mère suivent les sillons du sinus transverse de la face interne de l'écaille de l'os occipital.
Ils passent dans le bord postérieur de la tente du cervelet jusqu'à la base de la partie pétreuse de l'os temporal.
Sa trajectoire est concave en dedans et en avant. L'arc est orienté globalement de bas en haut d'arrière en avant.

## Zone de drainage
Ils drainent le sang au niveau du confluent des sinus, mais le drainage est souvent asymétrique. Le sinus transverse droit recevant directement le sinus sagittal supérieur et le sinus transverse gauche recevant le sinus droit.
Ils se jettent dans les sinus sigmoïdes.

## Galerie

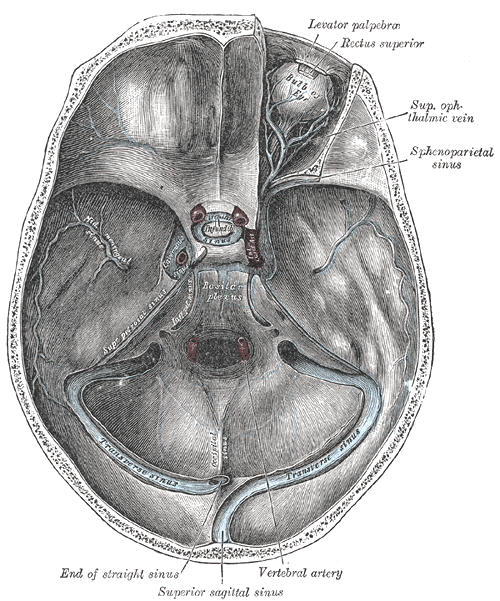
Les sinus à la base du crâne.
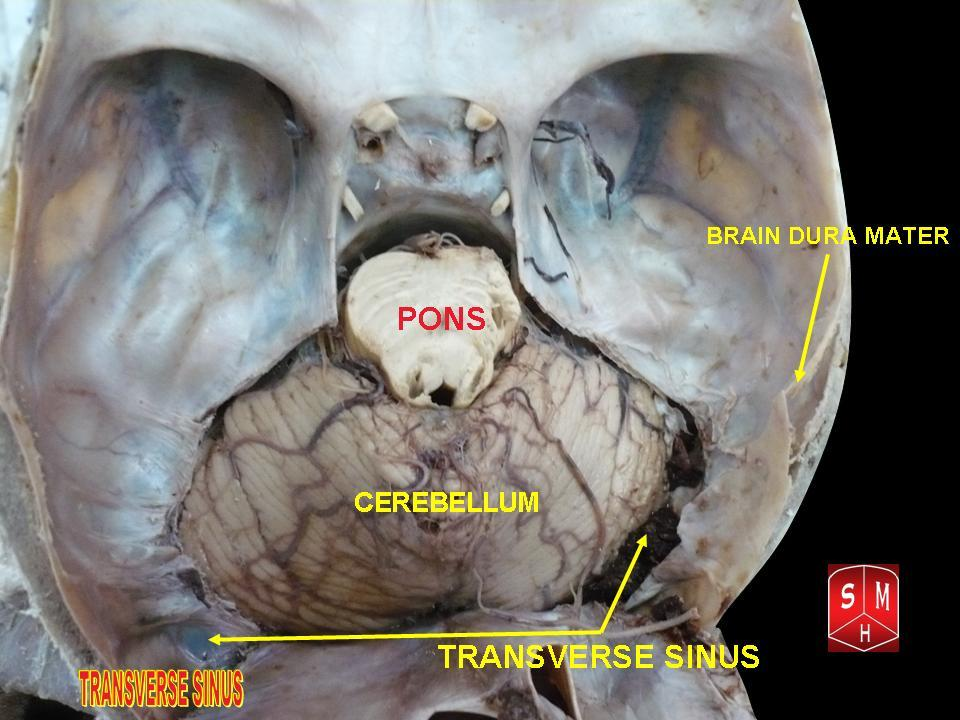
Les sinus transverses.
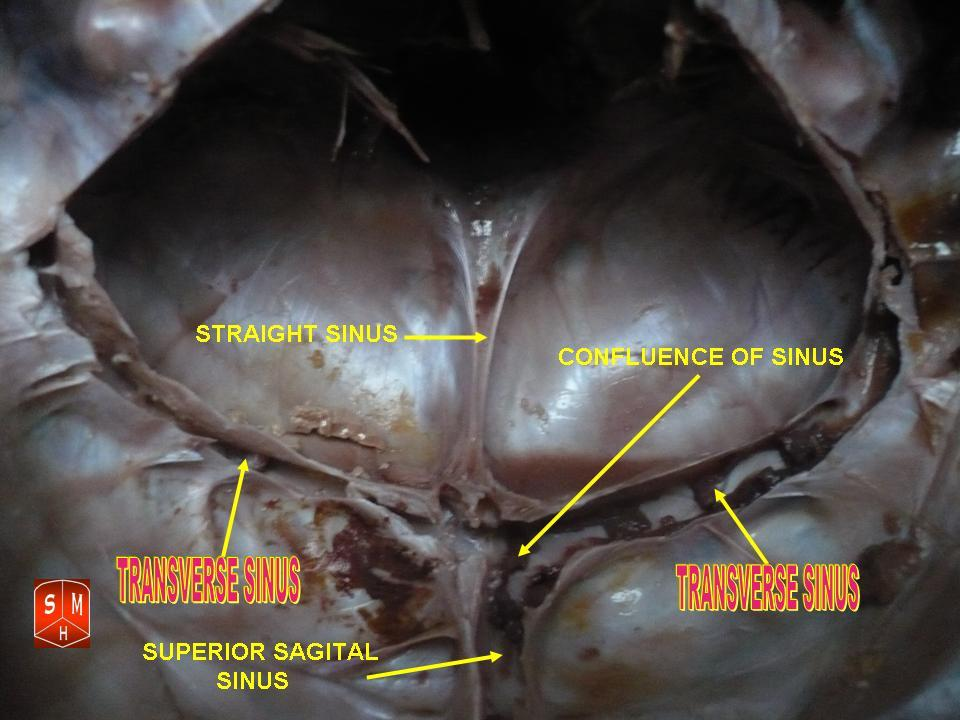
Les sinus transverses.